# Waylon
Waylon, właściwie Willem Bijkerk (ur. 20 kwietnia 1980 w Apeldoorn) – holenderski piosenkarz i autor tekstów, były wokalista zespołu The Common Linnets, dwukrotny reprezentant Holandii w Konkursie Piosenki Eurowizji: w 2014 (jako członek duetu The Common Linnets) i 2018.

## Życiorys

### Kariera muzyczna
Karierę muzyczną rozpoczął w 1995, śpiewając wraz z Carlo Boszhard i Irene Moors w programie telewizyjnym Telekids. Początkowo grał również na perkusji w zespole West Virginian Railroad. W 2001, gdy przeprowadził się do Stanów Zjednoczonych, nawiązał współpracę z Waylonem Jenningsem. Po jego śmierci wrócił jednak do Holandii i przybrał pseudonim artystyczny od imienia byłego współpracownika.
W 2008 wziął udział w programie Holland’s Got Talent, gdzie podczas etapu przesłuchań wykonał utwór „It's a Man's World” z repertuaru Jamesa Browna. Dotarł do finału talent show, ostatecznie zajmując drugie miejsce tuż za Daniëlle Bubberman. W 2009 wydał swoją debiutancką EP-kę, zatytułowaną Wicked Ways, na której znalazły się trzy utwory. W sierpniu wydał swój debiutancki album długogrający o tym samym tytule, który ukazał się także w wersji rozszerzonej z dodatkowym, trzynastym utworem – „The Way You Make Me Feel”. Obie płyty były promowane przez singiel „Hey”. W tym samym otrzymał nagrodę 3FM dla najlepszej wschodzącej gwiazdy oraz wyróżnienie TMF dla nowego talentu.

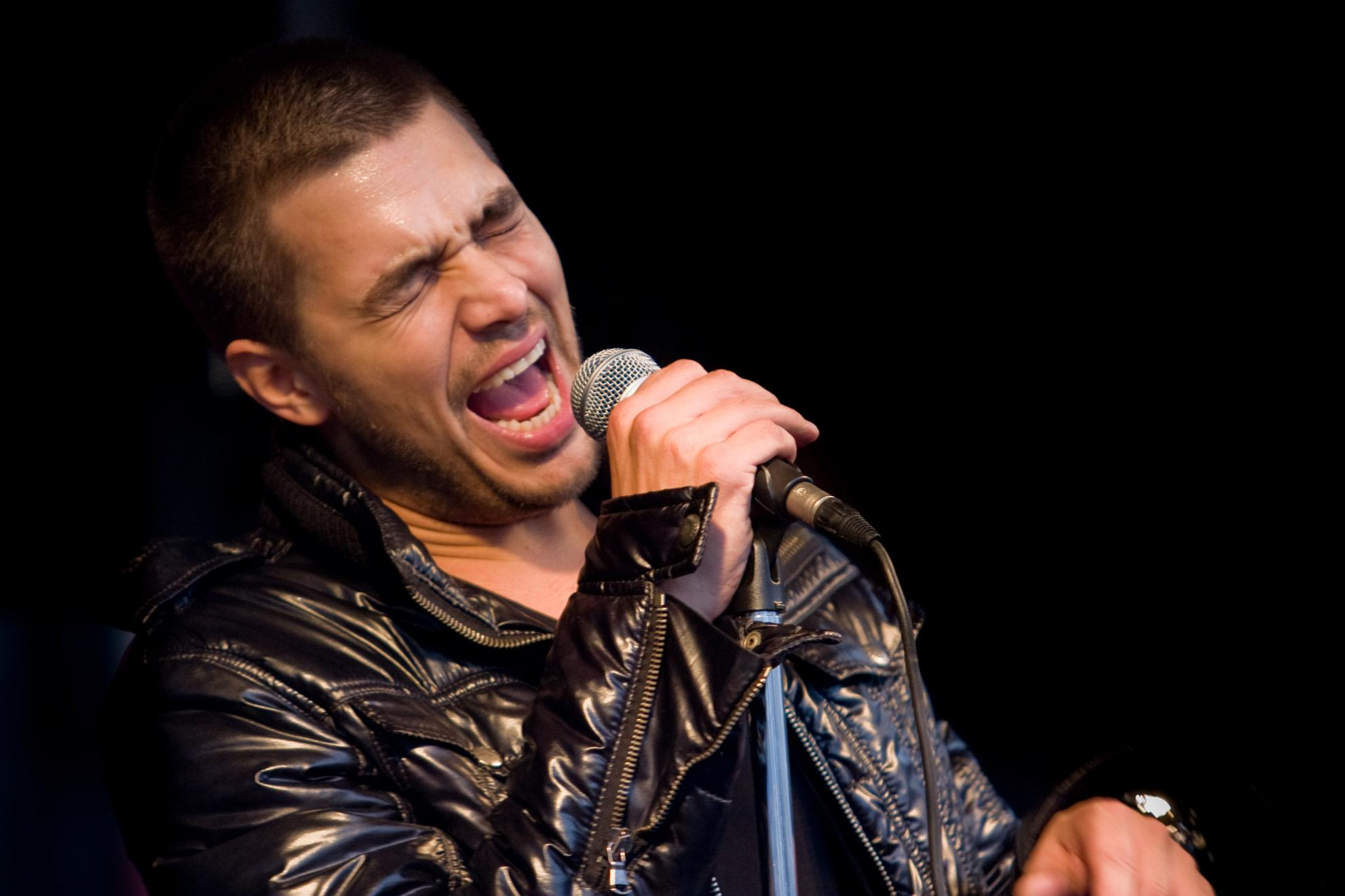
Waylon podczas koncertu charytatywnego, 2010

W 2011 wydał drugi album studyjny pt. After All, który promowany był przez single „Lucky Night”, „Lose It” i „The Escapist”. W 2012 otrzymał nagrodę 3FM dla najlepszego piosenkarza.
W 2013 razem z Ilse DeLange stworzył zespół The Common Linnets. 25 listopada krajowi nadawcy publiczni AVRO i TROS poinformowali, że duet został zgłoszony na reprezentanta Holandii w 59. Konkursie Piosenki Eurowizji w 2014 z utworem „Calm After the Storm”. 6 maja duet wystąpił w pierwszym półfinale Konkursu Piosenki Eurowizji jako czternasty w kolejności i awansował do organizowanego cztery dni później finału. Zajął w nim drugie miejsce, przegrywając jedynie z reprezentantem Austrii, drag queen Conchitą Wurst. 9 maja ukazał się debiutancki album studyjny duetu pt. The Common Linnets. Niedługo po udziale w konkursie Waylon odszedł z zespołu, tłumacząc decyzję chęcią kontynuowania kariery solowej.  5 września wydał trzeci solowy album studyjny, zatytułowany Heaven After Midnight, który zadebiutował na pierwszym miejscu listy najczęściej kupowanych płyt w kraju.
18 listopada 2016 wydał czwarty, solowy album studyjny pt. Seeds. W listopadzie 2017 został ogłoszony reprezentantem Holandii w 63. Konkursie Piosenki Eurowizji w Lizbonie. Jego konkursową piosenką został utwór „Outlaw in ’Em”. 10 maja wystąpił jako ósmy w kolejności w drugim półfinale konkursu i awansował do finału, który odbył się 12 maja. Wystąpił w nim z 23. numerem startowym i zajął 18. miejsce po zdobyciu 121 punktów w głosowaniu jurorów i telewidzów.

### Życie prywatne
Był żonaty w latach 2002–2005, z byłą żoną ma syna Dylana. Obecnie związany jest z Bibi Breijman, z którą ma dziecko (ur. 2018).

## Dyskografia
| Rok  | Dane dot. albumu | Pozycja na liście | Certyfikat             |
| Rok  | Dane dot. albumu | NLD               | Certyfikat             |
| ---- | --- | ----------------- | ---------------------- |
| 2009 | Wicked Ways - Wydany: 28 sierpnia 2009 - Wytwórnia: Motown Records - Format: CD, digital download                       | 3                 | - NLD: platynowa płyta |
| 2011 | After All - Wydany: 4 listopada 2011 - Wytwórnia: Universal Music - Format: CD, digital download                        | 8                 |                        |
| 2014 | Heaven After Midnight - Wydany: 5 września 2014 - Wytwórnia: Waymore Music, Warner Bros. - Format: CD, digital download | 1                 |                        |
| 2016 | Seeds - Wydany: 18 listopada 2016 - Wytwórnia: Waymore Music, Warner Music - Format: CD, digital download               | 7                 |                        |